# Dagmar Jelínková
Dagmar Jelínková (* 7. března 1950 Brno) je česká archeoložka zabývající slovanskými kulturami na Moravě raného středověku, ranou slovanskou keramikou ve středoevropském prostoru, a také osídlením doby římské a stěhování národů.
V letech 1969–74 na Univerzitě Jana Evangelisty Purkyně vystudovala archeologii a historii, v roce 1982 získala titul PhDr. V letech 1976–84 vedla výzkumy vyvolané stavbou vodního díla Nové Mlýny.

## Publikace
- Slovanské pohřebiště z 9. až 12. století v Mušově. Katalog. Brno: 1999